# 勞爾·岡薩雷斯 (棒球運動員)
維克多·勞爾·岡薩雷斯（西班牙語：Victor Raul Gonzalez，1973年12月27日—）為波多黎各的棒球選手之一，曾經來台效力於中華職棒La New熊，中文登錄名為「剛力士」。

## 經歷
- 美國職棒芝加哥小熊（2000年）
- 美國職棒辛辛那提紅人（2001年－2002年）
- 美國職棒紐約大都會（2002年－2003年）
- 美國職棒辛辛那提紅人（2004年）
- 美國職棒紐約大都會（2004年）
- 美國職棒克里夫蘭印地安人（2004年）
- 中華職棒La New熊（2007年）

## 職棒生涯成績
| 年度   | 球隊     | 出賽 | 打數 | 安打 | 全壘打 | 打點 | 盜壘 | 四死球 | 三振 | 壘打數 | 雙殺打 | 打擊率 |
| ------ | -------- | ---- | ---- | ---- | ------ | ---- | ---- | ------ | ---- | ------ | ------ | ------ |
| 2007年 | La New熊 | 29   | 113  | 38   | 2      | 18   | 0    | 14     | 17   | 53     | 4      | 0.336  |
| 合計   | 一年     | 29   | 113  | 38   | 2      | 18   | 0    | 14     | 17   | 53     | 4      | 0.336  |

## 外部連結
- 勞爾·岡薩雷斯在中華職棒官網
- 勞爾·岡薩雷斯在Baseball-Reference.com（大聯盟）（英语）
- 勞爾·岡薩雷斯在Baseball-Reference.com（小聯盟以及海外聯盟）（英语）
- 勞爾·岡薩雷斯在ESPN（MLB）（英语）
- 勞爾·岡薩雷斯在FanGraphs.com（英语）
- 勞爾·岡薩雷斯在Retrosheet（英语）

| 前任： 貝力 | La new熊開幕戰先發投手 2006年 | 繼任： 銳斯 |